# Тони Савевски
Тони Савевски (Битољ, 14. јун 1963) бивши је југословенски и македонски фудбалер. Након завршене играчке каријере радио је као фудбалски тренер.

## Каријера
Прве фудбалске кораке је направио у родном Битољу играјући за ФК Пелистер. Од 1980. године је прешао у скопски Вардар. Дрес Вардара носио је пуних девет година, одиграо преко 180 прволигашких утакмица на којима је постигао 10 голова.
Инострану каријеру је почео у грчком клубу АЕК из Атине (играо од 1989. до 2001). На 356 првенствених сусрета постигао је 52 гола. Освојио је четири титуле првака Грчке (1989, 1992, 1993, 1994) и три пута Куп Грчке (1996, 1997, 2000).
Након играчке каријере посветио се тренерском послу. Тренирао је кипарске клубове Аполон из Лимасола (2001-02) и Омонију из Никозије (2002-04) са којим је освојио „дуплу круну“ (2003). Од 2004. радио је са млађим категоријама на АЕК-у.

## Репрезентација
Одиграо је две утакмице за А репрезентацију Југославије. Дебитовао је у 24. августа 1988. против Швајцарске (2:0) у Луцерну, играо је још и 13. децембра 1989. против Енглеске (1:2) у Лондону. Био је у саставу олимпијске репрезентације Југославије на играма у Сеулу 1988.
Након распада Југославије, играо је за репрезентацију Македоније. Уписао је девет наступа.

## Успеси

### Играч
- Вардар
  - Првенство Југославије (1): 1986/87.
- АЕК Атина
  - Првенство Грчке (4): 1988/89, 1991/92, 1992/93, 1993/94.
  - Куп Грчке (3): 1995/96, 1996/97, 1999/00.
  - Суперкуп Грчке (2): 1988/89, 1995/96.

### Тренер
- Омонија
  - Прва лига Кипра (1): 2002/03.
  - Суперкуп Кипра (1): 2002/03.